# Nykredits Arkitekturpris
Nykredits Arkitekturpris er en pris der er blevet udgivet hvert år siden 1987 af Nykredits Fond. Det er Skandinaviens største arkitekturpris på 500.000 kr.
Prisen uddeles hvert år til en eller flere personer, som i særlig grad – personligt eller gennem deres værker – har gjort noget særligt for byggeriet (arkitektur, bygningskunst, planlægning o.l.)

## Prismodtagere
- 2023 BBP Arkitekter
- 2022 Lysdesigner, Jesper Kongshaug
- 2021 Landskabsarkitekt, Marianne Levinsen
- 2020 Varmings Tegnestue, Anne Lene Jørgensen
- 2019 Arkitekterne Frank Maali og Gemma Lalanda
- 2018 Partnerne i BIG Arkitekter Bjarke Ingels, Sheela Maini Søgaard, Finn Nørkjær, Andreas Klok Pedersen, Jakob Lange, Thomas Christoffersen, Ole Elkjær-Larsen, David Zahle, Cat Huang, Brian Yang, Jakob Sand, Kai-Uwe Bergmann, Martin Voelkle, Leon Rost, Agustin Perez Torrez, Beat Schenk og Daniel Sundlin
- 2017 Partnerne i Praksis Arkitekter Mette Tony og Mads Bjørn Hansen
- 2016 Arkitekt Carsten Engtoft Holgaard
- 2015 Gottlieb Paludan Architects
- 2014 Kristine Jensens Tegnestue
- 2013 Gehl Architects
- 2012 COBE
- 2011 Cubo Arkitekter
- 2010 SLA
- 2009 Entasis
- 2008 CEBRA
- 2007 Dorte Mandrup-Poulsen
- 2006 Arkitektfirmaet C.F. Møller ved Anna Maria Indrio
- 2005 Arkitekt Lene Tranberg
- 2004 Billedkunstneren Olafur Eliasson
- 2003 Landskabsarkitekt, dr.agro. Malene Hauxner
- 2002 Tegnestuen PLOT v/arkitekterne Julien De Smedt og Bjarke Ingels
- 2001 Landskabsarkitekt APS MDL Sven-Ingvar Andersson
- 2000 Arkitekt Knud Friis, arkitekt Gehrdt Bornebusch og arkitekt Vilhelm Wohlert
- 1999 Dissing + Weitling Arkitektfirma A/S
- 1998 DOMUS arkitekter A/S
- 1997 Schmidt, Hammer & Lassen A/S, arkitekter MAA
- 1996 Arkitekt MAA Søren Robert Lund
- 1995 Arkitekt MAA, professor Boje Lundgaard
- 1994 Arkitekterne Troels Hasner og Ole Justesen
- 1993 Tegnestuen Jørgen og Inge Vesterholt, landskabsarkitekt Torben Schønherr og landskabsarkitekt Jeppe Aagaard Andersen
- 1992 Arkitekt, professor Erik Christian Sørensen, KHR arkitekter ved Knud Holscher og Svend Axelsson samt arkitekt Mogens Brandt Poulsen
- 1991 Arkitekterne Ib og Jørgen Rasmussen, arkitektparret Inger og Johannes Exner og redaktør Klaus Eggers Hansen
- 1990 Tegnestuen Vandkunsten og Arkitektgruppen Aarhus
- 1989 Mag.art. Sys Hartmann, arkitekt Poul Ingemann, arkitekt Erik Einar Holm og Tegnestuen Kvisten
- 1988 Arkitekt Johan Otto von Spreckelsen, ingeniør Erik Reitzel, 3XN og arkitekterne Carsten Hoff og Susanne Ussing
- 1987 Arkitekt Henning Larsen, arkitekt Jørn Utzon og arkitekt Ulrik Plesner